# Пустынь (Пачелмский район)
 Пустынь  — село в Пачелмском районе Пензенской области. Входит в состав Белынского сельсовета.

## География
Находится в западной части Пензенской области на расстоянии приблизительно 17 км на юго-восток от районного центра посёлка Пачелма.

## История
Упоминается в 1719 году как «вотчина Аграфениной пустыни, село Пустынское». В 1742 году — село Пустынское Верхнеломовского уезда. Основано во второй половине XVII века на землях монастыря «Аграфенина Покровская пустынь» (Покровская Аграфенина женская пустынь была основана в 1507 году игуменьей Агриппиной, происходившей из боярского рода Глебовых, была расположена в 15 км к северу от Рязани, на левом берегу Оки). После секуляризации земель с 1763 году — село Пустынь государственных крестьян. В 1877 году в селе 190 дворов, деревянная Покровская церковь (построена в 1856 году). В 1896 году работала церковноприходская школа. В 1911 году — село Вороновской волости Нижнеломовского уезда, 288 дворов, церковь, земская школа, народная библиотека, мельницы паровая и 7 водяных, 3 шерсточесалки, 4 кузницы, 6 лавок. В 2004 году- 40 хозяйств.

## Население
Численность населения: 2021 человек (1864 год), 1550 (1897), 1776 (1911), 1877 (1926), 1889 (1937), 726 (1959), 247 (1979), 121 (1989), 101 (1996). Население составляло 82 человека (русские 98 %) в 2002 году, 51 в 2010.